# Three Stooges

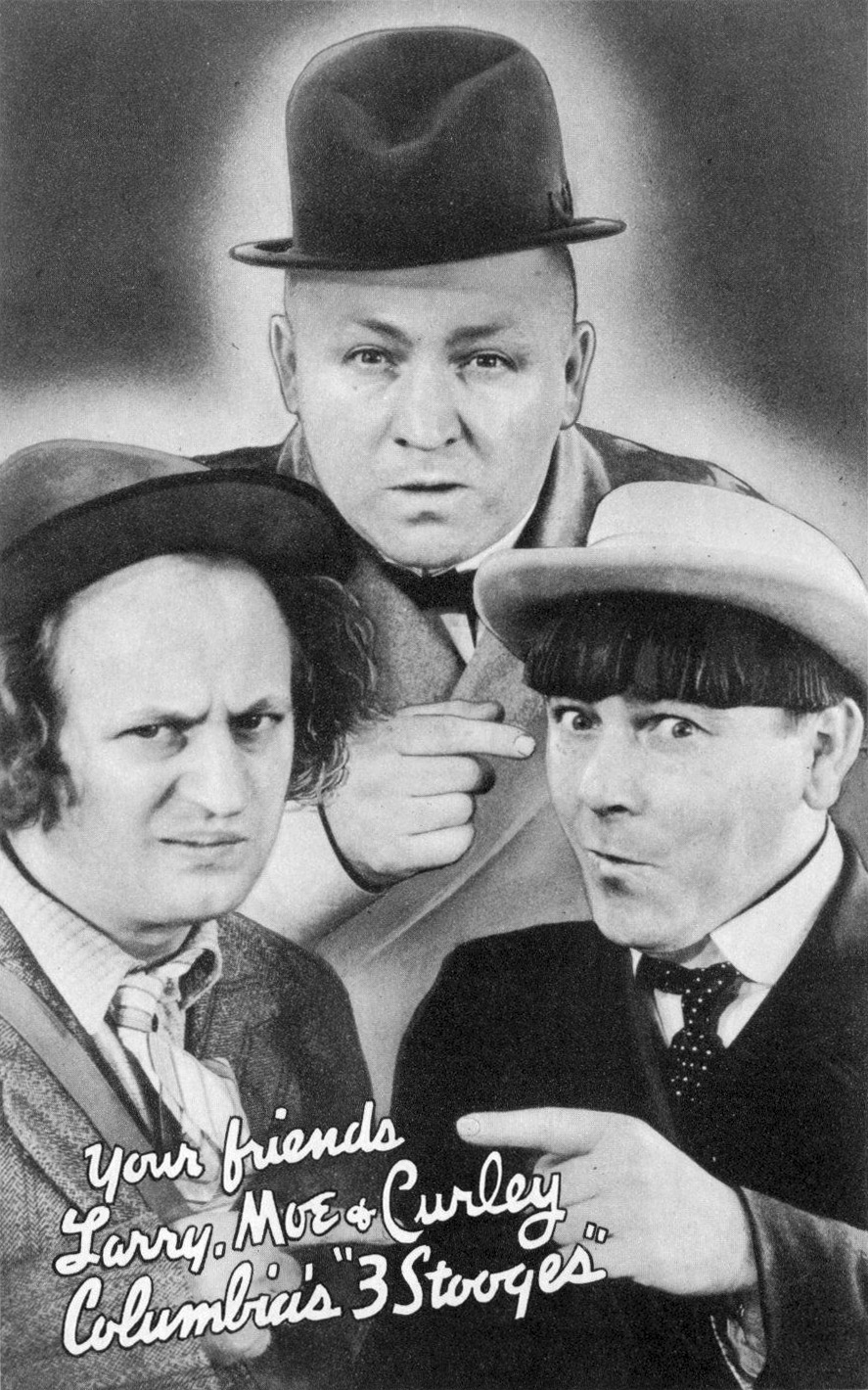
Promotiefoto uit 1937 met Larry, Curly en Moe

De Three Stooges waren een Amerikaanse komische act, vooral bekend door de ongeveer 190 korte slapstickfilms die ze in de jaren dertig, veertig en vijftig maakten voor Columbia Pictures. Er zijn in totaal zes Stooges geweest, maar de vier voornaamste waren Larry Fine (1902-1975) en de drie gebroeders Howard: Shemp (1895-1955), Moe (1897-1975) en Curly (1903-1952).
De films van de Three Stooges worden gekenmerkt door nogal gewelddadige slapstick. De Stooges delen oorvijgen uit, slaan elkaar met hamers en steken de vingers in elkaars ogen. Deze handtastelijkheden worden dik aangezet met geluidseffecten.

## Beginjaren met Ted Healy
Samuel, Moses en Jerome Howard (eigenlijk Horwitz) werden geboren in Brooklyn, New York. Hun ouders waren Joodse immigranten uit Litouwen. Moses (kortweg Moe) was de eerste van de broers die artiest werd. Hij werd gevolgd door Samuel, die doorgaans Sam werd genoemd. Hun moeder, die een dik accent had, sprak die naam echter uit als Shemp.
Moe en Shemp werden in 1922 lid van een komische vaudevilleact die werd geleid door hun jeugdvriend Ted Healy (1896-1937). Healy en zijn gezelschap traden op onder verschillende namen, zoals Ted Healy and His Racketeers en Ted Healy and His Southern Gentlemen. Ook de samenstelling wisselde nogal eens. In 1930 maakten Healy en zijn gezelschap onder de naam Ted Healy and His Stooges hun filmdebuut in de film Soup to Nuts. De Stooges waren op dat moment Moe Howard, Shemp Howard, de voormalige vaudevilleviolist Larry Fine (eigenlijk Louis Feinberg) en Fred Sanborn (1899-1961).

## Curly vervangt Shemp
De samenwerking tussen Healy en zijn Stooges verliep moeizaam, vooral omdat Healy aan de drank was. In 1931 braken Moe, Shemp en Larry (Sanborn had toen al afgehaakt) met Healy. Zij traden korte tijd op als Howard, Fine, and Howard. Healy ging op tournee met een nieuwe groep Stooges. In 1932 werd de breuk tussen Healy en de oorspronkelijke Stooges gelijmd, maar kort daarop besloot Shemp de act te verlaten. Hij bouwde in de jaren daarna een fraaie solocarrière als komiek en acteur op. Zo is Shemp te zien in Pittsburgh (1942), een film waarin Marlene Dietrich en John Wayne de hoofdrollen spelen. Ook had hij een rol in The Bank Dick (1940), een film van de komiek W.C. Fields. Shemps plaats als Stooge werd ingenomen door zijn jongste broer Jerome.
Alle Stooges hadden een nogal bijzondere haardracht. Moe trad op met een bloempotkapsel en Larry had een krans van woest krullend haar rondom zijn (almaar kaler wordende) schedel. Nadat hij lid was geworden van de Stooges schoor Jerome zijn haar af. Hij maakte zelf de ironische opmerking: "Boy, do I look curly", en zo kwam hij aan zijn artiestennaam.
Healy maakte met Moe, Curly en Larry enkele korte en lange films voor MGM. In 1934 volgde echter een definitieve breuk tussen Healy en zijn troep. Moe, Curly en Larry gingen voor Columbia Pictures werken onder de naam The Three Stooges.

## Hoogtijdagen
The Three Stooges maakten van 1934 tot en met 1957 190 korte films (shorts) voor Columbia. Moe was al die tijd (en ook daarna) het hart en de ziel van de groep. In de films speelt hij de 'baas': hij commandeert de anderen en deelt klappen uit als er niet wordt geluisterd. In het dagelijkse leven was Moe het creatieve brein en de zaakwaarnemer. Hij regelde zelfs de financiële zaken van Curly, die niet met geld kon omgaan.
Moe was zowel op als buiten het scherm de natuurlijke leider. De ster van de groep was aanvankelijk Curly, met zijn fysieke humor, manisch gedrag, hoge stem en malle kreten ("Nyuk, nyuk, nyuk", "Woob woob woob"). De films met Moe, Curly en Larry zijn onder de huidige fans het meest geliefd. Een van de hoogtepunten van hun oeuvre is You Nazty Spy! uit 1940, waarin Moe op treffende wijze Adolf Hitler imiteert, en Curly imiteert Mussolini in overtreffende trap. 
In 1946 kreeg Curly een ernstige hersenbloeding. Om Moe en Larry uit de penarie te helpen was Shemp bereid tijdelijk terug te keren als Stooge. Hij bedong wel dat hij zou mogen vertrekken als Curly weer zou kunnen werken. Curly is echter nooit volledig hersteld van zijn hersenbloeding. Weliswaar had hij in 1947 een cameo in Hold That Lion! (de enige film waarin de drie gebroeders Howard samen te zien zijn), maar een permanente terugkeer als Stooge zat er niet meer in. Curly Howard overleed in 1952.
Shemp zette zijn loopbaan als lid van de Three Stooges voort totdat hij in 1955 bezweek aan een hartaanval. Vervolgens werd de kalende komiek Joe Besser (1907-1988), vooral bekend vanwege zijn rol in de televisieshow van Abbott en Costello,  ingehuurd als derde Stooge. Besser had wel een clausule in zijn contract laten opnemen waarin stond dat hij niet te hard geslagen mocht worden!

## Comeback
Columbia Pictures was lange tijd de enige filmmaatschappij die nog shorts maakte. In 1957 hield ook Columbia op met het produceren van zulke films, en het contract met de Three Stooges werd niet verlengd. Moe en Larry wilden vervolgens op tournee gaan, maar Besser weigerde te toeren omdat zijn vrouw een hartaanval had gehad en hij haar niet alleen wilde laten. Het einde van de Three Stooges leek nabij.
Kort nadat het contract met de Three Stooges was beëindigd verkocht Columbia alle korte films die het trio voor deze maatschappij had gemaakt aan de televisie, waarna een nieuwe generatie hun humor ontdekte. Het was het begin van een Stoogesrage die vooral in de Verenigde Staten en Latijns-Amerika tot op de dag van vandaag voortduurt. De Three Stooges maakten een doorstart, met Joe DeRita (1909-1993), een komiek uit het burleskecircuit, als derde Stooge in plaats van Joe Besser. DeRita, die eigenlijk Joseph Wardell heette, schoor zijn haar af en noemde zich Curly Joe. Zo deed hij sterk denken aan wijlen Curly Howard, die bij de nieuwe generatie fans erg populair was.
Moe, Larry en Curly Joe traden in de jaren zestig op in het theater, werkten mee aan een tekenfilmreeks en maakten enkele succesvolle speelfilms. In 1970 kreeg Larry een hersenbloeding tijdens het filmen van een pilot voor een televisieserie die Kook's Tour had moeten heten. De rest van zijn leven was hij aan een rolstoel gekluisterd. Larry overleed in januari 1975.

## Einde
Na het wegvallen van Larry leek er een einde te zijn gekomen aan de Three Stooges. Moe gaf lezingen en deed wat televisieoptredens, maar wijdde zich voor de rest aan zijn privéleven. Curly Joe werkte in 1974 nog even samen met Mousie Garner en Frank Mitchell, twee komieken die als Stooge voor Ted Healy hadden gewerkt. Zij noemden zich The New Three Stooges.
Begin 1975 waren er serieuze plannen om de oorspronkelijke Three Stooges nieuw leven in te blazen. Moe en Curly Joe kregen het aanbod mee te spelen in de film Blazing Stewardesses. Moe vroeg de acteur Emil Sitka (1914-1998), die in ongeveer veertig films van de Three Stooges had gespeeld, de plaats in te nemen van Larry. In maart 1975 werd bij Moe echter longkanker geconstateerd. Hij overleed in mei van dat jaar. Moe's dood betekende het definitieve einde van de Three Stooges. Hun rol in Blazing Stewardesses werd overgenomen door de twee overgebleven Ritz Brothers.
Besser overleed in 1988, en Curly Joe stierf in 1993 als laatste lid van de Three Stooges. 
Veel van hun films zijn anno 2023 op YouTube te zien, waarbij sommige films realistisch ingekleurd zijn. 

## Trivia
- Twee van de 'vaste' grappen: Moe slaat Curly met houweel op hoofd; houweel is als gevolg daarvan sterk verbogen. Moe haalt zaag over Curly's hoofd: de zaag is zijn tanden kwijt.

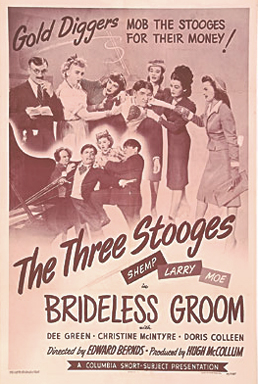
The Brideless Groom (1947)
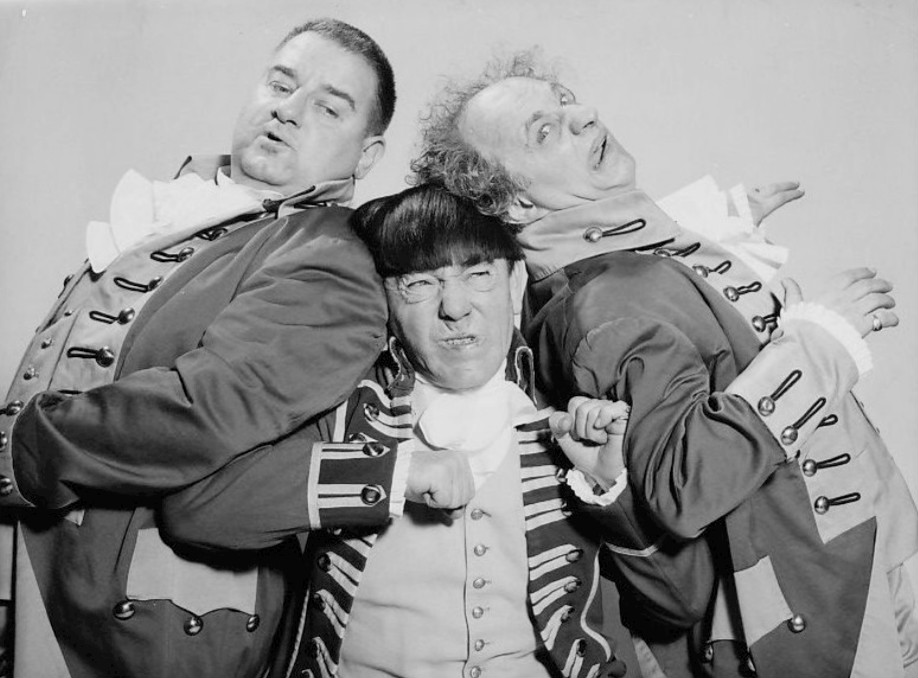
Optreden in de Tonight Show (1959). Van links naar rechts Curly Joe, Moe en Larry.